# Acrocercops tricalyx
Acrocercops tricalyx là một loài bướm đêm thuộc họ Gracillariidae. Nó được tìm thấy ở Queensland.